# Nick Blood

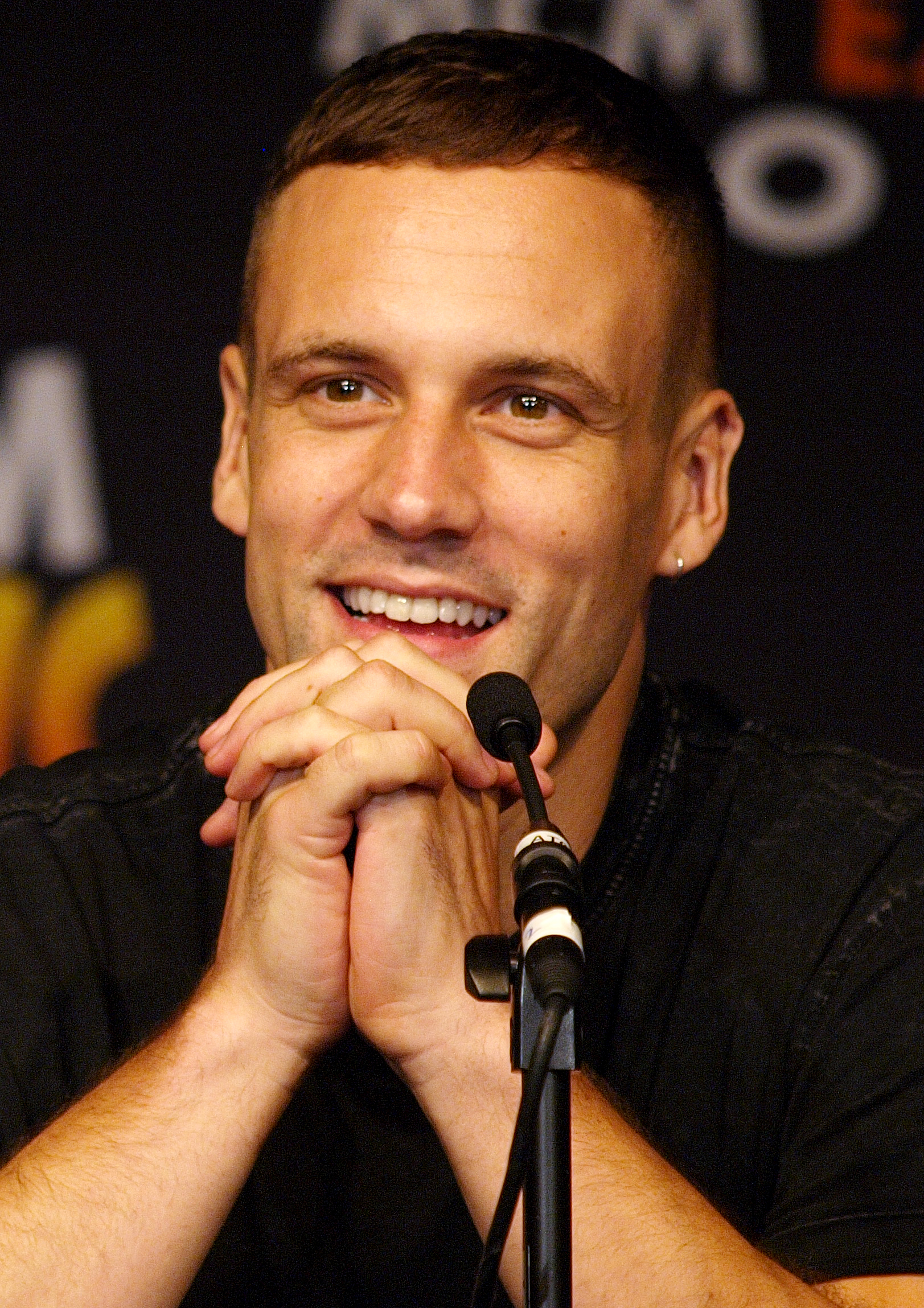
Nick Blood (2015)

Nick Blood (* 20. März 1982 in London, England) ist ein britischer Schauspieler. Bekannt ist er vor allem durch seine Rolle als Lance Hunter in Marvel’s Agents of S.H.I.E.L.D. (seit 2014). Außerdem ist er zusammen mit Ben Deery Begründer, Creative Director und Autor der Theatergesellschaft Good, Best, Better, die Kurzfilme und Fernsehserien produziert.

## Laufbahn
Nick Blood besuchte ab dem Alter von sieben Jahren eine Theatergruppe. Dort merkte er schnell, dass er Schauspieler werden wollte, und studierte daher nach dem Schulabschluss an der London Academy of Music and Dramatic Art (LAMDA). Nach Beendigung der Ausbildung gründete er mit Tom McCall, den er an der LAMDA kennengelernt hatte, die Theatergruppe WE. BUY. GOLD. Ihr erstes Programm Inches Apart gewann 2009 den Old Vic New Voices Theatre503 Award und wurde daraufhin professionell am Theatre503 auf die Bühne gebracht. Noch im gleichen Jahr folgte sein eigenes professionelles Bühnendebüt als Schauspieler in The Priory am Royal Court Theatre. Es folgte 2010 eine Rolle als Sordido in dem Theaterstück Women Beware Women, das im Royal National Theatre aufgeführt wurde, sowie 2011 die Hauptrolle Stuart Sutcliffe in der West-End-Produktion Backbeat.
Erstmals vor der Kamera stand Blood 2009 in der Krimiserie The Bill. Nachfolgend spielte er ab 2010 in vielen Fernsehserien in wiederkehrenden Rollen mit, so beispielsweise in der Hauptrolle Alex in Material Girl. Eine längere Hauptrolle hatte er von 2011 bis 2013 als Metzger Kieran in den ersten drei Staffeln und dem ersten Weihnachtsspecial der Comedyserie Trollied inne. In der Miniserie Babylon (2014) übernahm er in sieben Folgen die Rolle des Officer Warwick. Seit der zweiten Staffel von Marvel’s Agents of S.H.I.E.L.D. spielt er dort als Lance Hunter eine der Hauptrollen.
Er hat für eine Rolle E-Bass gelernt und ist der Band Shaaark beigetreten. In den Computer-Rollenspielen Dragon Age: Inquisition und Vampyr hatte er Sprechrollen.

## Filmografie (Auswahl)
- 2009: The Bill (Fernsehserie, Episoden 25x30–25x31)
- 2010: Material Girl (Fernsehserie, Episoden 1x01–1x06)
- 2010: Stanley Park (Fernsehfilm)
- 2010: Combat Kids (Fernsehserie, Episoden 1x01–1x03)
- 2011: Misfits (Fernsehserie, Episode 3x05)
- 2011–2013: Trollied (Fernsehserie, 26 Episoden)
- 2012: Public Enemies (Miniserie, Episoden 1x01–1x02)
- 2012: Spike Island
- 2013: Him & Her (Fernsehserie, Episoden 4x01–4x05)
- 2014: The Bletchley Circle (Fernsehserie, Episoden 2x01–2x04)
- 2014: X Moor
- 2014: Babylon (Miniserie, 7 Episoden)
- 2014–2017: Marvel’s Agents of S.H.I.E.L.D. (Fernsehserie, 36 Episoden)
- 2015: Brand New-U
- 2017: Shamed
- 2018: Say my name
- 2019–2020: Euphoria (Fernsehserie, 5 Episoden)
- 2022: Andor (Fernsehserie, 2 Episoden)
- 2023: Simon Becketts Die Chemie des Todes (Fernsehserie)
- 2023: Lovely, Dark, and Deep
- 2023: Slow Horses – Ein Fall für Jackson Lamb (Slow Horses) (Fernsehserie, 4 Episoden)
- 2024: The Day of the Jackal (Fernsehserie, 6 Episoden)